# Foire de Nijni Novgorod
La foire de Nijni Novgorod (ancien nom — foire de Saint-Macaire, Makarievo) (russe : Нижегородская ярмарка) est une foire autrefois célèbre dans toute l'Europe qui se tenait en Russie chaque année en juillet à Nijni Novgorod. Cette foire a d'abord eu lieu près du monastère de la Trinité-Saint-Macaire (Makariev) sur la rive gauche de la Volga à partir du milieu du XVIe siècle, jusqu'en 1816, date à laquelle un immense incendie a détruit l'endroit. La foire a donc été déplacée à côté à Nijni Novgorod, gardant pendant quelques décennies son nom de « foire de Saint-Macaire ». Cette foire attirait des marchands venus de toute l'Europe, mais aussi des Indes, de Perse, d'Asie centrale et même de Chine (pour le thé).
Selon Durland, journaliste qui a visité la foire en 1905, la foire date d' « avant la découverte de l'Amérique ». La foire a été établie par les princes moscovites pour concurrencer la foire de Kazan instituée en 1257. Durland décrit la foire avec ses soixante bâtiments, ses 2 500 bazars et ses 8 000 pavillons d'expositions ; en plus des marchandises à vendre les plus diverses, la foire offrait toute une gamme de spectacles pour le public.
Cette foire était si importante qu'elle représentait la moitié de la production totale des produits d'exportation en Russie. La foire a formellement cessé en 1929, mais elle n'attirait plus d'étrangers depuis 1914 et plus personne depuis 1917. Une société nommée Nijegorodskaïa Ïarmarka (russe : Нижегородская ярмарка, Foire de Nijni Novgorod) a été fondée en 1991, après l'effondrement du système de production socialiste, dans le but de redonner vie à cette foire. Son siège social se trouvait au départ dans l'ancien grand pavillon principal. Cependant, aujourd'hui, ce n'est plus vraiment une foire internationale, mais simplement un centre d'exposition, au rayonnement national.